# Schlingerleiste

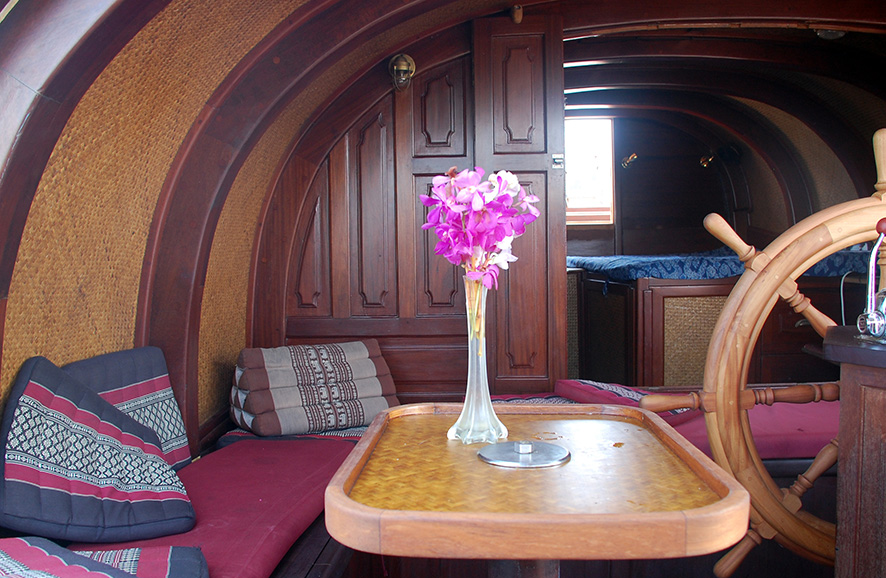
Tisch mit angebrachter Schlingerleiste

Eine Schlingerleiste ist eine im Schiffbau verwendete Leiste, die um eine Koje, einen Tisch oder eine Ablage angebracht ist. Sie dient dem Zweck, zu verhindern, dass durch Schiffsbewegungenen wie Krängung und Seegang etwas herunterfallen oder -rutschen kann. Meist sind Schlingerleisten fest am jeweiligen Objekt angebracht. Da diese, wenn das Schiff nicht fährt, jedoch störend sein können, gibt es auch abklappbare Leisten.